# Michitaka Akimoto
Michitaka Akimoto (秋本 倫孝?, Akimoto Michitaka; Shizuoka, 24 settembre 1982) è un ex calciatore giapponese, di ruolo difensore.

## Carriera
Ha giocato nella prima divisione giapponese.